# Диллон, Кейт
Кейт Ди́ллон (англ. Kate Dillon; 2 марта 1974, Вашингтон, США) — американская фотомодель.

## Биография
Кейт Диллон родилась 2 марта 1974 года в Вашингтоне (США) в семье учёного Тома Диллона и школьной учительницы Кэрол Диллон. У Кейт есть старший брат — Дэн Диллон. В 1984 году Диллон вместе со своей семьёй переехала в Сан-Диего, штат Калифорния.
В 1990 году Кейт была обнаружена сан-диегским фотографом, который предложил ей карьеру фотомодели размера плюс (её параметры фигуры 102—81—104). Диллон переехала в Лос-Анджелес, где и началась её карьера. В 1991 году она заняла 3 место в конкурсе Elite Model Look. В первые годы модельной карьеры она работала с такими фотографами, как Ричард Аведон и Петер Линдберг, и участвовала в рекламных кампаниях Bergdorf Goodman, Chanel, Christian Dior, L’Oréal и Missoni. В ноябре 1992 года была на обложке журнала Mademoiselle. В 1993 году она также появилась в редакционных статьях многих журналов, включая Elle, Marie Claire и Glamour. Диллон также участвовала в показах дизайнеров, таких как Альберта Ферретти, Giorgio Armani, Fendi, Сальваторе Феррагамо и Dior в сезоне осень/зима 1993 года. Она оставила моделирование в 1993 году, чтобы оправиться от расстройства пищевого поведения и найти новую работу.
После окончания средней школы она решила не идти в колледж, чтобы иметь возможность работать полный день, но в итоге позже она окончила Калифорнийский университет в Беркли и Гарвардский университет.
С 2008 по 2014 год Диллон замужем за инвестором в недвижимость Гейбом Левиным. У бывших супругов есть сын — Лукас Диллон Левин (род. 21 декабря 2010).